# Start Taszkent
Start Taszkent (uzb. «Start» futbol klubi Toshkent, ros. Футбольный клуб «Старт» Ташкент, Futbolnyj Kłub "Start" Taszkient) – uzbecki klub piłkarski, z siedzibą w stolicy kraju, Taszkencie.

## Historia
Chronologia nazw:
- ???—1957: Start Taszkent (ros. «Старт» Ташкент)
- 1958—1959: Trudowyje Riezierwy Taszkent (ros. «Трудовые резервы» Ташкент)
- 1960: Miechnat Taszkent (ros. «Мехнат» Ташкент)
- 1961—???: Start Taszkent (ros. «Старт» Ташкент)

Piłkarska drużyna Start została założona w mieście Taszkent. 
W 1958 klub pod nazwą Trudowyje Riezierwy Taszkent debiutował w Klasie B, strefie 5. W 1960 zmienił nazwę na Miechnat Taszkent, a w 1961 na Start Taszkent. W tym że roku klub zajął 11 miejsce i pożegnał się z rozgrywkami profesjonalnymi. Dopiero w 1978 ponownie startował w Drugiej Lidze, strefie 5, w której występował do 1984, z wyjątkiem sezonu 1979, kiedy to spadł z rozgrywek profesjonalnych.
W 1958, 1959/1960 i 1961 również występował w rozgrywkach Pucharu ZSRR.
Następnie występował tylko w rozgrywkach lokalnych.

## Sukcesy
- 7 miejsce w Klasie B ZSRR, strefie 6:

1959
- 1/32 finału Pucharu ZSRR:

1961
- Zdobywca Pucharu Uzbeckiej SRR:

1950, 1951, 1958

## Inne
- Pachtakor Taszkent